# لاسیموث
لاسیموث (به انگلیسی: Lossiemouth) یک شهرک در اسکاتلند است که در Moray واقع شده‌است. لاسیموث ۶٬۸۰۳ نفر جمعیت دارد.

## خواهرخوانده
شهر هرزبروک خواهرخواندهٔ لاسیموث هست.